# Quài Tở
Quài Tở là một xã thuộc huyện Tuần Giáo, tỉnh Điện Biên, Việt Nam.

## Địa lý
Xã Quài Tở có vị trí địa lý:
- Phía đông giáp tỉnh Sơn La
- Phía tây giáp xã thị trấn Tuần Giáo
- Phía nam giáp xã Tênh Phông
- Phía bắc giáp xã Quài Cang và xã Tỏa Tình.

Xã Quài Tở có diện tích 60,13 km², dân số năm 2022 là 9.306 người, mật độ dân số đạt 154 người/km².

## Hành chính
Xã Quài Tở được chia thành 19 bản.

## Lịch sử
Ngày 6 tháng 12 năm 2019, HĐND tỉnh Điện Biên ban hành Nghị quyết số 148/NQ-HĐND về việc:
- Thành lập Bản Ngúa trên cơ sở bản Ngúa Trong và bản Ngúa Ngoài.
- Sáp nhập bản Nà Hốc vào Bản Món.
- Sáp nhập bản Co Hón vào Bản Có.
- Sáp nhập Bản Lé vào Bản Xôm.
- Thành lập bản Băng Sản trên cơ sở Bản Băng và Bản Sản.
- Thành lập bản Bông Ban trên cơ sở Bản Bông và Bản Ban.
- Sáp nhập bản Pậu vào Bản Én.
- Thành lập bản Hới Nọ trên cơ sở bản Hới Nọ I và bản Hới Nọ II.